# Marsch des Yorck'schen Korps

Början av marschen

Marsch des Yorck'schen Korps, Yorckscher Marsch eller Marsch för militärmusikkår No. 1, är den första av tre marscher komponerade av Ludwig van Beethoven.
Marschen, som komponerades 1808, bar ursprungligen titeln Marsch für die böhmische Landwehr. Den har fått sitt namn av generalen Ludwig Yorck von Wartenburg, som undertecknade Tauroggenkonventionen vilket var inledningen på det tyska befrielsekriget mot Napoleon. Den är traditionsmarsch för Wachbataillon beim Bundesministerium der Verteidigung och var Nationale Volksarmees paradmarsch.